# Par nombre-valor

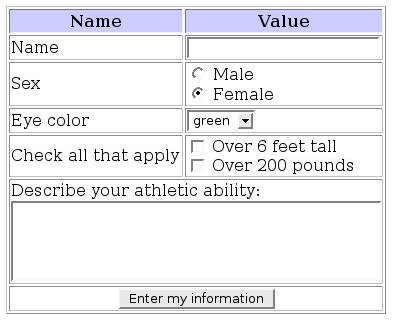
Ejemplo de un formulario web con pares nombre-valor

Un par nombre-valor, también denominado par atributo-valor, par clave-valor o par campo-valor, es una representación de datos fundamental en sistemas y aplicaciones informáticas. Los diseñadores a menudo desean una estructura de datos abierta que permita una futura extensión sin modificar el código o los datos existentes. En tales situaciones, todo o parte del modelo de datos puede expresarse como una colección de duplas de la forma <nombre del atributo, valor>, donde cada elemento es un par atributo-valor. Dependiendo de la aplicación particular y de la implementación elegida por los programadores, los nombres de atributos pueden ser únicos o no.

## Ejemplos de uso
A continuación se muestran algunas aplicaciones donde la información se representa en forma de pares nombre-valor:
- Mensajes de correo electrónico, en las cabeceras definidas en el RFC 2822.[1]
- Cadenas de consulta en las URL
- Elementos opcionales en protocolos de red, como IP, donde suelen aparecer como ternas tipo-longitud-valor.
- Información bibliográfica, como en los metadatos de BibTeX y Dublin Core.
- Atributos de elementos en SGML, HTML y XML
- Algunos tipos de sistemas gestores de bases de datos, a saber, una base de datos de clave-valor
- Datos de mapas de OpenStreetMap.
- Entradas del registro de Windows.
- Variables de entorno

## Uso en lenguajes informáticos
Algunos lenguajes informáticos utilizan pares nombre-valor, o más frecuentemente colecciones de pares atributo-valor, como características estándar del lenguaje. La mayoría de estos implementan el modelo general de un vector asociativo: una lista desordenada de atributos únicos con valores asociados. Por lo tanto, no son completamente generalizables y no se pueden utilizar, por ejemplo, para implementar cabeceras de correo electrónico (que están ordenadas y no son únicas).
En algunas aplicaciones, un par nombre-valor tiene un valor que contiene una colección anidada de pares atributo-valor. Algunos formatos de serialización de datos, como JSON, admiten un anidamiento de profundidad arbitraria. Otras representaciones de datos están restringidas a un nivel de anidamiento, como el sistema sección/nombre/valor del archivo INI .